# Gustave Servois
Pour les articles homonymes, voir Servois.
Gustave Marie Joseph Servois est un administrateur français, garde général puis directeur des Archives nationales, né à Paris le 7 juin 1829, et mort dans la même ville le 8 novembre 1927.

## Biographie
Gustave Servois est le fils de Jean-Pierre-Joseph-Victor Servois, propriétaire, et de Anne-Esther Narjot. Il entre à l'École des chartes, promotion 1854.
Il entre dans les services de l'État sous les auspices d'Adolphe Thiers et d'Eglé Rosalie Paulée, comtesse Duchâtel, le 13 juillet 1871. Il a faire toute sa carrière dans l'administration, d'abord sous-préfet de Dreux en 1871, puis secrétaire général de la Haute-Garonne en 1872, préfet du Lot en février 1873, préfet de l'Aube en juillet 1873, préfet du Tarn en mars 1876, préfet de la Sarthe en avril 1876. Après les événements politiques de 1877 et les défaite des monarchistes contre les républicains, il demande sa mise en disponibilité qui est est acceptée en mai 1877, avant d'être nommé préfet de l'Isère en décembre 1877 après la chute du ministère Fourtou, préfet du Calvados en novembre 1878.
En 1879, il quitte le service préfectoral pour celui de l'inspection des services administratifs. Il fait d'abord partie du Service des archives départementales, communales et hospitalières du Ministère de l'Intérieur. Quand ce service est passé du Ministère de l'Intérieur à celui de l'Instruction publique, il est nommé inspecteur des Bibliothèques et des Archives par le décret du 21 mars 1884. Il entre dans les services des Archives nationales. Il est garde général des Archives nationales en 1888 en remplacement d'Alfred Maury avant que cette fonction prenne le titre de directeur des Archives nationales en 1897. Il a pris sa retraite en 1902 comme directeur honoraire des Archives nationales.
Il est directeur de la Correspondance littéraire fondée par Ludovic Lalanne en 1856, entre 1858 et 1863.
Il a publié des articles sur l'histoire médiévale mais a choisi d'abandonner ces sujets pour se consacrer à l'édition des œuvres de  Jean de La Bruyère dans la collection des Grands écrivains de la France dont le premier volume a paru en 1865 et le dernier en 1881, puis à l'édition du Roman de la rose ou de Guillaume de Dôle pour la Société des anciens textes français paru en 1893. Ce texte qui était alors attribué à Guillaume de Dôle a été restitué à Jean Renart.
Au cours de son administration des Archives nationales a paru l’État sommaire par séries de documents conservés aux Archives nationales, en 1891, dont il a rédigé la préface.

## Publications
- Notice et extraits du Recueil des miracles de Notre-Dame de Roc-Amadour, Bibliothèque de l'École des chartes, p. 21-44, 228-245, 1857, II- Extraits, p. 228-245
- Emprunts de saint Louis en Palestine et en Afrique, Bibliothèque de l'École des chartes, p. 113-131, 283-293, 1858,
- avec A. Kroeber, Chanson de geste, 1860, d'après des manuscrits de Paris, Rome et Londres,
- Le Roman de la rose ou de Guillaume de Dôle, 1893, d'après le manuscrit du Vatican,
- Les caractères, ou les Mœurs de ce siècle, 1929, édition scientifique du livre de La Bruyère.

## Décorations
- Chevalier de la Légion d'honneur, en 1870,
- Officier de la Légion d'honneur, en 1897,
- Commandeur de la Légion d'honneur, 1921[3].

## Membre de sociétés savantes
- Comité des travaux historiques et scientifiques, en 1865,
- Société de l'École des chartes, président d'honneur,
- Société de l'histoire de France, secrétaire adjoint en 1862, président en 1862,
- Société de l'histoire de Paris et de l'Île-de-France, membre entre 1874 et 1927, vice-président en 1896, président en 1897,
- Société des anciens textes français, président.